# Pamela Fryman
Pamela Fryman, född 19 augusti 1959 i 
Philadelphia, är en amerikansk regissör som främst regisserar situationskomedier. Hon växte upp i Philadelphia, där hennes far jobbade som försäljare. Hon är mor till två tvillingflickor.

## Filmografi
- 2 1/2 män
- Vänner
- How I Met Your Mother
- Just Shoot Me!